# Florea Dumitrescu
Florea Dumitrescu (4 de abril de 1927 – 16 de abril de 2018) fue una economista y diplomática rumana. Dumitrescu ocupó el cargo de Ministra de Finanzas de 1969 a 1978 y la de Gobernadora del Banco Nacional de 1984 a 1989 bajo la presidencia de Nicolae Ceaușescu durante la era comunista. Sirvió como embajadora rumana en China de 1978 a 1983.
En paralelo, ocupó el cargo de embajadora de Rumanía en Myanmar de 1979 a 1987.
Dumitrescu, hijo de agricultores, quería convertirse en economista y financiero para escapar de la pobreza rural en la que se crio. Se graduó en la Academia de Estudios Económicos de Bucarest en 1949.
Dumitrescu murió en su casa en Bucarest el 16 de abril de 2018, a los 91 años.